# Pistolet Kareen MK II
Kareen MK II – produkowany w Izraelu pistolet samopowtarzalny, zmodyfikowana wersja produkowanej pod nazwą Kareen kopii Browninga HP. Od pierwowzoru odróżnia się zastosowaniem obustronnego skrzydełka bezpiecznika, odmiennym kształtem kabłąka spustu, wydłużeniem tylnej części szkieletu lepiej chroniącym dłoń przed uderzeniem kurkiem, oraz profilowaną przednią częścią chwytu pistoletowego z wgłębieniami na palce. Produkowany w wersji pełnowymiarowej, oraz Compact wyposażonej w skróconą lufę i zamek. Kareen MK II jest produkowany na rynek cywilny. Poza Izraelem jest sprzedawany w krajach Ameryki Południowej, Europie i USA. 
Kareen MK II jest bronią samopowtarzalną, działającą na zasadzie krótkiego odrzutu lufy. Ryglowanie poprzez przekoszenie lufy. Przekaszenie lufy przy ryglowaniu wymusza występ pod lufą, dwa rygle wycięte są na zewnętrznej powierzchni lufy, opory ryglowe na wewnętrznej powierzchni zamka. Mechanizm spustowo-uderzeniowy kurkowy, bez samonapinania (SA). Pistolet posiada bezpiecznik nastawny którego skrzydełka znajdują się po obu stronach szkielet. Pistolet zasilany jest z magazynków pudełkowych o pojemności 10, 13, lub 15 naboi. Po wystrzeleniu ostatniego naboju zamek zatrzymuje się w tylnej pozycji na zatrzasku zamka. Zewnętrzna dźwignia zatrzasku znajduje się po lewej stronie szkieletu. Przyrządy celownicze otwarte, składają się z muszki i szczerbinki.